# Нижнехалчанский сельсовет
Нижнехалча́нский сельсове́т — упразднённая административно-территориальная единица и муниципальное образование (сельское поселение), существовавшее в составе Фатежского района Курской области до 2010 года.
Административным центром была деревня Нижние Халчи. 

## География
Располагался на западе Фатежского района. Граничил с Любимовским, Солдатским и Шуклинским сельсоветами Фатежского района, а также с Линецким и Нижнеждановским сельсоветами Железногорского района. По территории муниципального образования протекала река Холча.

## История
Образован в первые годы советской власти в составе Дмитриевской волости Фатежского уезда. В 1924 году Дмитриевская волость и Фатежский уезд были упразднены, сельсовет вошёл в состав Курского уезда. С 1928 года в составе новообразованного Фатежского района. 
В 1954 году к Нижнехалчанскому сельсовету был присоединён Радубежский сельсовет. В 1959 году из Нижнехалчанского сельсовета в Линецкий сельсовет была передана территория бывшего Радубежского сельсовета: деревни Журавинка, Подымовка, Понизовка, Трубицыно, Толстовка, хутора Основное, Пролетаровка и Сотникова. 
В 1965 году были упразднены располагавшиеся на территории сельсовета хутора Конышевка Товарный и Титовка. 
В 1985 году в Нижнехалчанский сельсовет из Линецкого сельсовета были переданы деревня Подымовка и хутор Пролетаровка. 
Статус и границы сельсовета установлены Законом Курской области от 21 октября 2004 года № 48-ЗКО «О муниципальных образованиях Курской области». 
Законом Курской области от 26 апреля 2010 года № 26-ЗКО Нижнехалчанский сельсовет был упразднён путём присоединения к Солдатскому сельсовету.

## Населённые пункты
На момент упразднения в состав сельсовета входило 5 населённых пунктов:
| № | Населённый пункт | Тип населённого пункта |
| - | ---------------- | ---------------------- |
| 1 | Нижние Халчи     | деревня, адм. центр    |
| 2 | Верхние Халчи    | село                   |
| 3 | Подымовка        | деревня                |
| 4 | Пролетаровка     | хутор                  |
| 5 | Суходол          | деревня                |

## Население
| Годы      | 1981 | 1989 | 2002 |
| --------- | ---- | ---- | ---- |
| Население | ≈770 | 592  | 555  |

## Руководители сельсовета
Список неполный
- Фатьянов Иван Иванович (1930-е годы);
- Минаков Сергей Иванович;
- Щетинин Стефан Иванович;
- Плаксин Никанор Николаевич;
- Кузнецов Илларион Архипович (1960—?);
- Мальцева Нина Ивановна;
- Пахомова Александра Ивановна;
- Ильина Валентина Александровна;
- Сотников Александр Витальевич (1999—2010)[7].

## Экономика
В 1930-е годы на территории сельсовета были образованы колхозы:
- «1-е Мая» (председатели Полохов Павел Ильич, Пилюгин Лукьян Михайлович, Пилюгин Степан Николаевич);
- имени Карла Маркса (председатель Щетинин Яков Григорьевич);
- «Ленинские всходы» (председатель Воробьев Макар Матвеевич);
- «Красный кооператор» (председатель Лунев Игнат Иванович);
- имени Ворошилова (председатели Поляков Иван Григорьевич, Просолупов Тит Леонтьевич, Андрюхин Иван Фёдорович).

В начале 1950-х годы все колхозы Нижнехалчанского сельсовета были объединены в один колхоз имени Карла Маркса с центром в Нижних Халчах. Его председателями были: Фатьянов Иван Иванович, Фатьянов Анатолий Николаевич, Щетинин Кузьма Иванович, Андрюхин Иван Фёдорович, Никулин Виктор Иванович, Башкирев Александр Иванович, Шпинёв Владимир Александрович, Голубчиков Владимир Михайлович и другие. 
С присоединением в 1954 году к Нижнехалчанскому сельсовету Радубежского сельсовета на его территории оказались ещё 2 колхоза: «Путь Ильича» (центр в. Журавинка) и «Сталинский путь» (центр в х. Основное), которые в 1956 году были объединены в один колхоз — «Путь Ильича». В 1959 году территория бывшего Радубежского сельсовета с колхозом «Путь Ильича» была передана в Линецкий сельсовет. Таким образом, с 1959 года до 1990-х годов на территории сельсовета действовал 1 колхоз — имени Карла Маркса.
После падения колхозной системы на базе колхоза было создано акционерное общество «Нижние Халчи», земли которого вошли в состав ООО «Стройтрансгаз-Агро».